# Heorhi Pohòssov
Heorhi Pohòssov   (Kíiv, 14 de juliol de 1960) és un tirador d'esgrima ucraïnès, ja retirat, especialista en sabre, que va competir durant les dècades de 1980 i 1990.
El 1988 va prendre part en els Jocs Olímpics d'Estiu de Seül, on disputà dues proves del programa d'esgrima sota bandera de la Unió Soviètica. Guanyà la medalla de plata en la prova del sabre per equips, mentre en la del sabre individual fou sisè. Quatre anys més tard, als Jocs de Barcelona, i sota bandera de l'Equip Unificat, tornà a disputar dues proves del programa d'esgrima. Guanyà la medalla d'or en la prova del sabre per equips, mentre en la prova del sabre individual fou vintè.
En el seu palmarès també destaquen set medalles al Campionat del Món d'esgrima, sis d'or i una de plata, entre les edicions de 1983 i 1990; així com una medalla d'or a les Universíades de 1985. A nivell nacional guanyà el campionat individual soviètic de 1987.
Una vegada retirat passà a exercir d'entrenador, principalment als Estats Units i la Universitat Stanford. El 2020 fou inclòs al Saló de la Fama de la Federació Internacional d'Esgrima.